# Argyrophylax purpurescens
Argyrophylax purpurescens là một loài ruồi trong họ Tachinidae.